# 獄中龍
《獄中龍》是1990年上映的一部香港犯罪电影，由鄭則士執導，劉德華、何家勁、黎姿和程東主演。

## 故事简介
張榮日是一名富家子弟，因無法接受母親再嫁的事實，一時衝動而犯了罪。被判刑入獄後，受到同囚的欺凌，因得到室友阿豪的幫助，二人因此成為好友。出獄之後，張赴英學習法律，阿豪卻因家庭環境所迫而混跡江湖。
兩年後，張學成歸來成為一名律師，阿豪亦成為了幫會頭目。阿豪由於之前與幫派人物馬超有轇轕，馬為此排除異己，對豪的懷孕妻子猥褻導致內出血身亡，繼而把老大四叔去勢並親手解決其，借兩人之死嫁禍予豪，張於是就成為了豪的辯護律師。經過張和阿豪好友蝦毛的艱苦相助下，阿豪终于出獄。马超不滿，帶隊上門對付阿豪，結果反被阿豪殺死，阿豪因而再度入獄。

## 角色
| 演員     | 角色   | 配音   | 備註 |
| 劉德華   | 謝偉豪 | 李學斌 | 阿豪 入獄前乃平民百姓，出獄後為黑幫頭目 因不願繳保護費，誤殺馬超門生而入獄四年 妻兒及好友接連被馬超害死 最後，因被馬超上門對付，出於自衛和悲憤而殺死馬超，因此再度入獄 |
| 何家勁   | 張榮日 | 何家勁 | 謝偉豪好友 在監獄中結識，在阿豪的激勵而重拾書本，考取法律系，後成律師為阿豪洗脫罪名                                                                                    |
| 黎姿     | 宋小慧 | 沈小蘭 | 謝偉豪之妻，懷有身孕 被馬超侵犯及腳踢腹部致流產大量出血而死 |
| 程東     | 譚蘭興 | 張炳強 | 蝦毛 謝偉豪好友，黑道中人 在監獄中結識，為了幫豪洗脫罪名，被馬超手下開車撞到內傷致死                                                                                   |
| 何家駒   | 馬超   | 陳欣   | 本片終極大反派 謝偉豪之天敵，黑幫壞份子 因門生被殺而對謝偉豪心生怨恨，更禍及其家人 殺害四叔、宋小慧，並企圖嫁禍給謝偉豪，最後被替懷孕太太和兄弟好友報復的謝偉豪殺害    |
| 龍方     | CK莊   | 陳永信 | 主控官，偏袒馬超一方 |
| 黃錦燊   |        | 陳永信 | 勞役中心警官 |
| 黃愷欣   |        |        | 張榮日母親 |
| 韋基舜   |        |        | 張榮日繼父 |
| 韓坤     |        |        | 謝偉豪父親 |
| 林燕明   |        |        | 謝偉豪妹 |
| 林聰     | 馮聰   |        | 警長，實為黑警 被馬超收買以消除謝偉豪之勢力 |
| 曾光展   | 三叔   |        | 馬超三叔 |
| 成福安   | 喪牛   |        | 馬超門生 |
| 梁錦燊   | 孟祥興 | 賈鳳梧 | 四叔 黑幫頭目，謝偉豪、譚蘭興之老大 馬超之老大，後被背叛而反目，終被刺殺                                                                                               |
| 羅樹琪   |        |        | 法官 |
| 劉玉基   | 傻標   |        | |
| 楊健惠   |        |        | 褓姆車司機 |
| 冼志偉   |        |        | |
| 李俊傑   |        |        | 馬超門生 |
| 江富強   |        | 馮志輝 | 在勞役中心打架輸給謝偉豪 |
| 陳嘉輝   |        |        | |
| 林偉樂   |        |        | |
| 何子滿   |        |        | 陪審團 |
| 張旭燊   |        |        | |
| 黃家駒   |        |        | 主考官 |
| 秦貴寶   |        |        | 傻標門生 |
| 王志學   |        |        | 馬超門生 |
| 張兆     |        |        | |
| 左西     | 柄叔   |        | 社團元老 |
| 王文駿   |        |        | 勞役中心警員 |
| 蔡宏偉   |        |        | 馬超門生 |
| 司徒志強 |        |        | 馬超門生 |

## 歌曲
粤语版主题曲是《紅塵天使》（《绝望的笑容》的同曲異詞版），国语主題曲為《難免有錯》，刘德华演唱。

## 外部連結
- 香港影庫上《獄中龍》的資料（繁體中文）
- 開眼電影網上《獄中龍》的資料（繁體中文）
- 豆瓣电影上《獄中龍》的資料 （简体中文）
- 时光网上《獄中龍》的資料（简体中文）
- AllMovie上《獄中龍》的资料（英文）
- 爛番茄上《獄中龍》的資料（英文）
- 互联网电影数据库（IMDb）上《獄中龍》的资料（英文）